# Albert de Sicília Llanas i Castells
Albert de Sicília Llanas i Castells, amb el nom de ploma d'Albert Llanas o el pseudònim de Robert Sanall (Barcelona, 28 de desembre de 1841 - Barcelona, 10 de desembre de 1915), fou un comediògraf i periodista català, un dels pares de la premsa satírica catalana i una de les personalitats més importants de la seva època. Sense haver exercit mai cap càrrec públic ni lluït representacions polítiques o literàries, va ser un els homes que més van influir en la política, la literatura i els corrents socials de Catalunya.

## Biografia

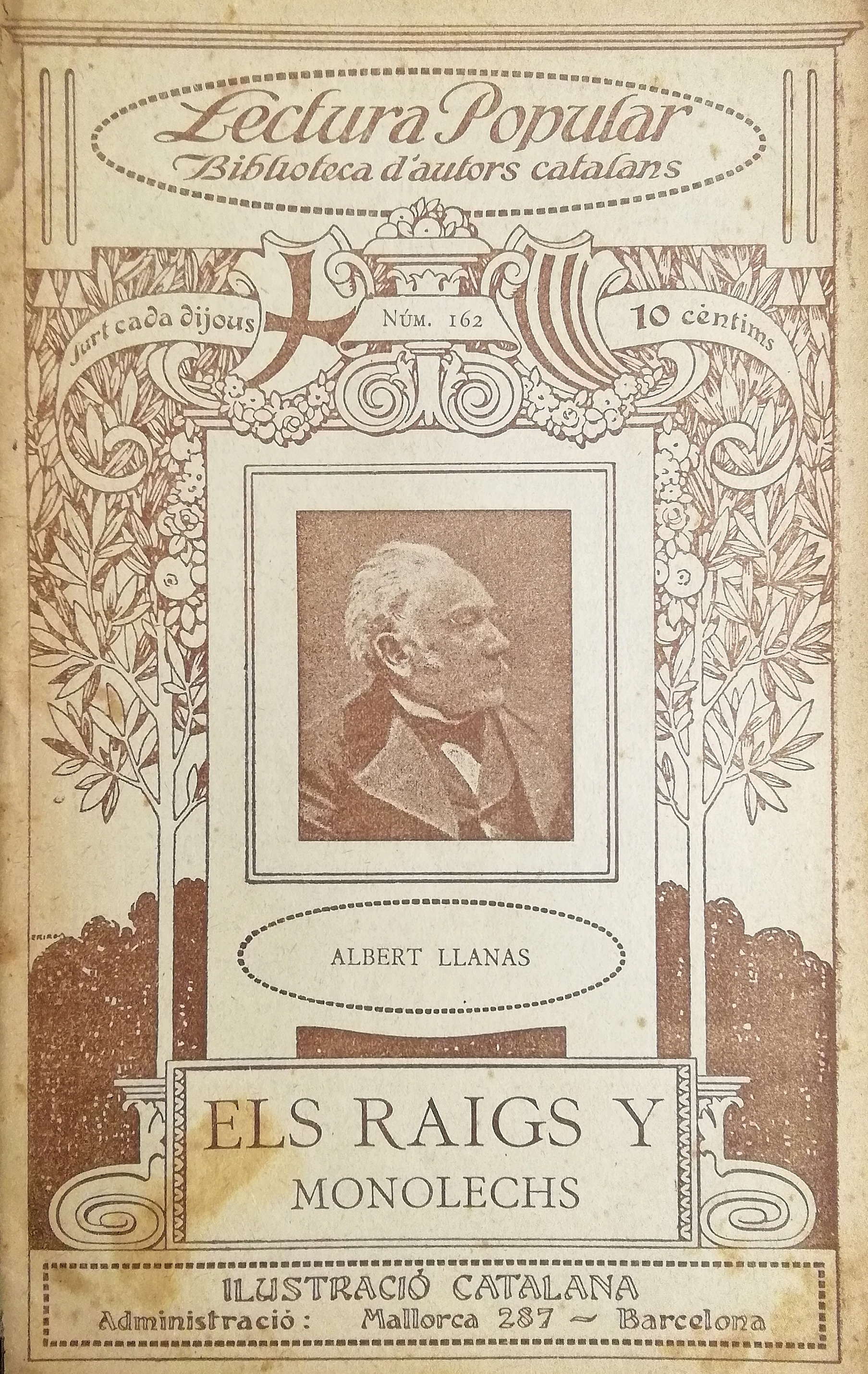
Els Raigs Y (obra de teatre), seguit de tres monòlegs: Un cap de núvol (original monòleg de quatre personatges) - Un home enrahonat - Armes, armes! Publicat cap al 1916 dins la col·lecció Lectura Popular Biblioteca d'autors catalans (La Ilustració Catalana)

Era fill de Teresa Castells i Gònima nascuda a Barcelona i de Joan Llanes i Tolosa nascut a Vic. Durant la seva joventut, es va apassionar per la política. El seu impetuós i entusiasta temperament el va portar a l'agost de 1866 a formar un partit que es va unir al que havia organitzat Frederic Baldrich per fer caure el Govern. Els dos partits van lluitar contra les forces governamentals però van ser derrotats per haver-los fallat l'ajuda que esperaven del general Prim. Es van dissoldre i van haver de fugir la major part dels seus components a França. Llanas, que va poder sortir de Catalunya salvant moltes dificultats, va viure a París fins que la revolució de 1868, que va destronar a Isabel II, li va permetre tornar a Barcelona.
El 1873, en proclamar la República per la qual tant havia lluitat, va ser nomenat inspector del Timbre. Llanas, que no tenia cap ambició, es va conformar amb aquell càrrec insignificant que va exercir uns mesos. Quan Francesc Pi i Margall, que coneixia i apreciava a Albert Llanas, va ser elegit president de la República, va voler desfer el greuge que s'havia comès amb l'escriptor català i li va oferir el Govern Civil de Madrid. Llanas no el va acceptar.

## Com a comediògraf
El 1878 estrena l'obra Un puñado de chistes. El 1881 escriu la comèdia de costums L'anada a Montserrat. El 1884 estrena amb èxit al teatre Romea de Barcelona Danys i perjudicis, peça en un acte escrita en prosa. El 1885 publica el primer tom de la Galeria picaresca titulat 24 mujeres desgraciadas, un recull d'acudits amb dibuixos d'Apel·les Mestres. El mateix any arribaria Un adulterio en juicio oral amb el mateix format. El 24 d'abril estrena al teatre del Buen Retiro la comèdia en tres actes El marquès de Santa Llúcia, amb un èxit brillant que va provocar que tant els actors com l'autor haguessin sortir diverses vegades a saludar. El 17 de novembre estrena al Teatre Tívoli el monòleg L'home enrahonat. La setmana següent es representa al mateix teatre un altre monòleg seu, Una taleya, i La Diva. El 1886 estrena també amb èxit al Teatre Novetats de Barcelona la comèdia en tres actes No és tan fiero.... El 13 de març, al mateix teatre, estrena Del foc a les brases. Durant el mateix any i al Teatre Ribas estrenà els drames en tres actes titulats Un parricida i Fora del codi, les comèdies també en tres actes La claueta d'or, Entre poc i massa i les comèdies en un acte Foca i aigua i La mosca balba.
El 1889 estrena la comèdia Vés-te'n Anton al Cercle Artístic i el drama Parricida? Alguns literats, artistes i autors dramàtics van fer ahir un petit homenatge a Llanas en reconeixement de l'èxit que estava tenint la seva darrera comèdia Vés-te'n Anton, obra que es va representar durant anys. El 1890 estrena al Teatre Circ Barcelonès l'obra còmico-lírica Los cuatro tambores. És autor l'any 1891 de la comèdia de costums Don Gonçalo o l'orgull del gec i La germana gran.
A finals de 1894 va residir durant dos mesos a París. El 1897 estrena al Teatre Romea l'intermedi bucòlic El segrest i Morrus vivendi, que fou un fracàs i aviat retirada del cartell. El 1890, també al Teatre Romea, estrena la comèdia en tres actes El si de les noies, i la següent temporada l'obra en un acte Perdiu per garsa. El 1896 escriu l'obra d'humor Una grossa de pensaments en vers, recull d'aforismes.
La temporada 1898-1899 es fa càrrec del Teatre Principal, l'altre local després del Romea que manté el gruix de la seva programació en català. La concessió generà certa expectació en la premsa especialitzada, però a l'hora de la veritat els resultats no són els esperats. L'aportació de Llanas consisteix a reposar Don Gonçalo o l'orgull del gec, que havia estat un gran èxit des del 1891. Aquesta obra acapara durant els primers mesos de la temporada la cartellera del Principal. El 1900 escriu Els Raigs Y: idili fi de sigle en un acte.
No fou fins al 1914 que estrena la següent comèdia en tres actes: El rector de Sant Hipòlit.

## Com a periodista
Fou el creador i director de la revista Un tros de paper. (1865- 1866), que neix amb una freqüència quinzenal i de seguida passa a desenal i setmanal. Els més conegudes escriptors i dibuixants de Catalunya van col·laborar a la revista: Antoni Altadill, Josep Maria Pascual, Conrad Roure, Robert Robert, Pitarra, Francesc Soler i Rovirosa, tota la intel·lectualitat catalana d'aquella època va deixar mostres del seu enginy en aquelles pàgines en les quals el bon humor es barrejava amb les lluites polítiques de la segona meitat del segle xix. El nom d'Un tres de paper evoca una condició molt característica de la Catalunya que representava:
una fonamental bondat, un humanisme veritable. Fou també el director des de l'inici del diari Diario de la tarde.
Entre 1901 i 1902, va publicar a La Veu de Catalunya una sèrie d'articles titulats Trenta anys de teatre. Un any després arribaria Qui no té res a fer el gat pentina. El 1908 fou el primer director de Barcelona Social, revista de salons que es publicava els dijous i que fou un fidel reflex de la societat barcelonina.
A Madrid, Llanas fou empresari del Circo de Paul, del carrer del Barquillo. Li canvià el nom pel de Teatro de la Bolsa i en ell es va revelar el mestre Tomás Bretón amb la popular guajira en una obra de Feliu i Codina titulada Viaje de Europa. Quan va ésser empresari del Teatre Circ Barcelonès del carrer de Montserrat, va guanyar molts diners amb la sarsuela Los Magiares.
Va publicar Reglas gramaticales ilustradas, propias para niños, amb dibuixos
d'Antoni Utrillo. Adaptà al català obres de Moratín, Calderón de la Barca i Shakespeare. Fou titular de la Cooperativa de Periodistes. Era el sogre de l'escriptor Rafael Nogueras Oller.
Va morir a Barcelona el 10 de desembre de 1915, després de vuit mesos de llit a conseqüència d'una 
caiguda. Foren vuit mesos de sofriment, però durant els quals Albert Llanas no va deixar mai el seu bon humor característic. És recordat també perquè instants abans de morir va tenir el gest d'acomiadar-se d'ell mateix. Quan es va adonar que se n'anava d'aquest món, va agafar-se les mans donant una forta estreta de comiat, i en aquell moment, amb veu ferma i clara, Llanas va pronunciar les seves darreres paraules:
—Passi-ho bé, senyor Llanas!.

## Llanas i Rusiñol
El 12 de desembre fou enterrat a Santa Maria del Mar, amb l'assistència dels familiars més pròxims. Presidia el dol el caputxí Miquel d'Esplugues, confident de l'escriptor i humorista. Santiago Rusiñol assistí a l'enterrament i li dedicà una glossa rememorant la temporada viscuda a París. Rusiñol li havia dedicat un retrat el 1895.
En l'acte inaugural del Cau Ferrat de Sitges, el que realment perdurà en la memòria històrica fou quan Albert Llanas va comparèixer vestit de general i feu el paper de màxima autoritat militar, i adreçà un discurs ditiràmbic que acabà amb quatre trets de fogueig.